# Ignàixkino
Ignàixkino (en rus: Игнашкино) és un poble de l'óblast de Tomsk, a Rússia, que el 2015 tenia 61 habitants.